# José Edmílson
José Edmílson Gomes de Moraes, kortweg Edmílson (Taquaritinga, 10 juli 1976) is een Braziliaans voormalig profvoetballer. Hij speelde onder andere voor Olympique Lyonnais en FC Barcelona. Edmílson bezit naast de Braziliaanse nationaliteit op basis van zijn afkomst ook de Italiaanse nationaliteit.

## Clubvoetbal
Edmílson begon als profvoetballer in 1994 bij São Paulo FC. Met deze club won hij in 1998 en 2000 de Campeonato Paulista (kampioenschap van de staat São Paulo). In 2000 vertrok Edmílson naar Olympique Lyonnais. In zijn tijd bij de Franse club kon Edmílson drie landstitels (2002, 2003, 2004) en een Coupe de France (2004) toevoegen aan zijn prijzenlijst. In 2004 ging Edmílson voor 8 miljoen euro van Lyon naar FC Barcelona. Daar werd hij in zijn eerste jaar landskampioen, maar Edmílson was in het seizoen 2004/2005 wel lange tijd uitgeschakeld door een zware knieblessure. Het seizoen daarna werd de Catalaanse club opnieuw landskampioen. Ditmaal was Edmílson een belangrijke waarde voor FC Barcelona als verdedigende middenvelder. Naast de landstitel won Edmílson in 2006 ook de UEFA Champions League. In de finale werd Arsenal FC met 2-1 verslagen. In het seizoen 2007/2008 kon hij na een knieoperatie enige maanden niet spelen. Op 21 januari 2009 maakte Edmílson voorlopig een einde aan zijn Europese carrière van meer dan acht jaar en verhuisde hij terug naar zijn geboorteland Brazilië, waar hij een tweejarig contract tekende bij Palmeiras. In 2010 keerde hij echter terug naar Europa toen hij een contract tekende bij Real Zaragoza. In 2011 sloot hij zijn carrière af bij Ceará SC in zijn thuisland.

## Nationaal elftal
Edmílson debuteerde op 18 juli 2000 tegen Paraguay voor het Braziliaans nationaal elftal. Met De Goddelijke Kanaries won hij in 2002 het WK. Edmílson was basisspeler en scoorde vanuit een omhaal een doelpunt tegen Costa Rica in de groepsfase. In 2006 behoorde Edmílson wederom bij de Braziliaanse selectie voor het WK. Op 31 mei liep hij echter op training een meniscusblessure op, waardoor de Braziliaan het WK aan zich voorbij moest laten gaan.

## Spelerstatistieken
| seizoen | club           | land      | competitie       | wed. | goals |
| ------- | -------------- | --------- | ---------------- | ---- | ----- |
| 1995    | São Paulo FC   | Brazilië  | Série A          | 7    | 0     |
| 1996    | São Paulo FC   | Brazilië  | Série A          | 15   | 0     |
| 1997    | São Paulo FC   | Brazilië  | Série A          | 22   | 1     |
| 1998    | São Paulo FC   | Brazilië  | Série A          | 11   | 0     |
| 1999    | São Paulo FC   | Brazilië  | Série A          | 16   | 2     |
| 2000    | São Paulo FC   | Brazilië  | Série A          | 2    | 0     |
| 2000/01 | Olympique Lyon | Frankrijk | Ligue 1          | 24   | 1     |
| 2001/02 | Olympique Lyon | Frankrijk | Ligue 1          | 18   | 0     |
| 2002/03 | Olympique Lyon | Frankrijk | Ligue 1          | 25   | 0     |
| 2003/04 | Olympique Lyon | Frankrijk | Ligue 1          | 36   | 2     |
| 2004/05 | FC Barcelona   | Spanje    | Primera División | 6    | 0     |
| 2005/06 | FC Barcelona   | Spanje    | Primera División | 28   | 0     |
| 2006/07 | FC Barcelona   | Spanje    | Primera División | 26   | 0     |
| 2007/08 | FC Barcelona   | Spanje    | Primera División | 11   | 0     |
| 2008/09 | Villarreal CF  | Spanje    | Primera División | 6    | 0     |
| 2009/10 | SE Palmeiras   | Brazilië  | Série A          | 22   | 0     |
| 2009/10 | Real Zaragoza  | Spanje    | Primera División | 17   | 0     |
| 2010/11 | Real Zaragoza  | Spanje    | Primera División | 12   | 0     |
| 2011    | Ceará SC       | Brazilië  | Série A          | 11   | 2     |

## Erelijst

### Club
São Paulo
- Campeonato Paulista: 1998, 2000
- Copa Master de CONMEBOL: 1996

 Olympique Lyonnais
- Ligue 1: 2002, 2003, 2004
- Coupe de la Ligue: 2001
- Trophée des Champions: 2003

 FC Barcelona
- Primera División: 2005, 2006
- Supercopa de España: 2005
- UEFA Champions League: 2006

### Internationaal
Brazilië
- FIFA WK: 2002